# Lutopecny
Lutopecny – gmina w Czechach, w powiecie Kromieryż, w kraju zlińskim. Według danych z dnia 1 stycznia 2012 liczyła 597 mieszkańców.
Składa się z dwóch części:
- Lutopecny
- Měrůtky